# نادي التاكا
نادي التاكا للتربية البدنية المعروف أيضًا باسم التاكا كسلا هو نادٍ سوداني لكرة القدم مقره كسلا. سُمي نسبةً إلى جبال التاكا الواقعة في شرق السودان. تأسس باسم الامل عام 1928 في منطقة الختمية ثم انتقل الى وسط المدينة تم تسجيل النادي في اتحاد كسلا عام 1941.
يلعب النادي في دوري الدرجة الأولى . الملعب الرسمي للفريق هو استاد كسلا. لعب النادي في الدوري الممتاز عام 2005 لكنه هبط في نهاية الموسم.